# Composé organique volatil
Pour les articles homonymes, voir COV.

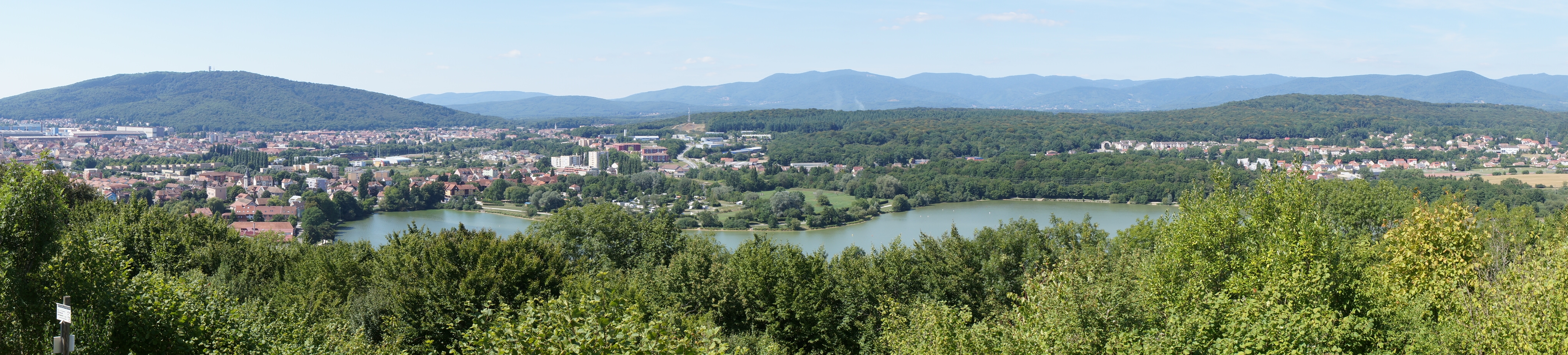
Photographie de la ligne bleue des Vosges : les brumes gris bleuté au-dessus des zones ensoleillées riches en formations végétales, résultent de l'émission de COV par les feuilles des plantes, notamment celles des arbres. Elles ont deux rôles : effet de rafraîchissement (consommation de chaleur latente relative à la volatilisation des gouttelettes) par temps chaud et effet photoprotecteur (filtration des ultra-violets),.

Les composés organiques volatils, ou COV sont des composés organiques pouvant facilement se trouver sous forme gazeuse dans l'atmosphère terrestre. Ils constituent une famille de produits très large. Ces composés ont la particularité d'avoir un point d'ébullition très bas, ils s'évaporent ou se subliment facilement depuis leur forme solide ou liquide. Cela leur confère l'aptitude de se propager plus ou moins loin de leur lieu d'émission, entraînant ainsi des impacts directs et indirects sur les animaux et la nature. À l'échelle globale, ces COV sont à 10 % d'origine anthropique (provenant du raffinage, de l'évaporation de solvants organiques, imbrûlés, etc.) et à 90 % d'origine biotique (COVB, COVb ou COV biogéniques, 80 % étant émis par les plantes, 10 % par certaines fermentations). Selon les cas, ils sont plus ou moins lentement biodégradables par les bactéries et champignons, voire par les plantes (lorsqu'ils sont jetés au sol par les pluies), ou dégradables par les rayonnements UV ou par l'ozone.

## Définition

### Généralités
Il y a ambiguïté dans la définition des COV selon leur composition chimique et leur réactivité photochimique.
En Europe, l'article 2 de la directive 1999/13/CE du Conseil européen du 11 mars 1999 définit les COV comme suit :

« tout composé organique ayant une pression de vapeur de 0,01 kPa ou plus à une température de 293,15 K ou ayant une volatilité correspondante dans les conditions d'utilisation particulières. […] »

— paragraphe 17
et précise que le terme composé organique désigne :

« tout composé contenant au moins l'élément carbone et un ou plusieurs des éléments suivants : hydrogène, halogènes, oxygène, soufre, phosphore, silicium ou azote, à l'exception des oxydes de carbone et des carbonates et bicarbonates inorganiques. »

— paragraphe 16
Au Québec, les hydrocarbures halogénés sont listés dans les 163 COV à ce jour.
Les COV peuvent également être définis selon leur utilisation : solvant, dégraissant, dissolvant, conservation, agent de nettoyage, disperseur, etc.
Les COV sont des précurseurs, avec les oxydes d'azote, de l'ozone troposphérique. Ils ont donc un effet de serre indirect. Leur caractère volatil leur permet de se propager plus ou moins loin de leur lieu d'émission. Ils peuvent donc avoir des impacts directs et indirects.
Selon le Conseil canadien des ministres de l'Environnement (CCME), les composés suivants seraient exclus de la liste des COV en raison de leur réactivité photochimique négligeable : acétone, méthane, éthane, chloroforme, chlorométhane, p-chlorotrifluorure de benzène (PCTF), les chlorofluorocarbures (CFC), les fluorocarbures et les hydrochlorofluorocarbures (HCFC). Cependant, en France, les « chlorométhanes » sont compris dans la liste des COV.

### COV non méthaniques
Dans la famille des COV, le méthane (CH4) est classé à part (alors que selon la directive européenne, il en fait partie), en raison de sa grande abondance naturelle due à la dégradation des végétaux et aux rejets des ruminants. La distinction d'avec les autres COV peut utiliser la notation COVNM : composés organiques volatils non méthaniques.
Les COVNM ont comme principales sources les moteurs et chaudières brûlant de la biomasse ou des hydrocarbures fossiles et certaines activités industrielles (mines, exploration et exploitations pétrolières, industrie chimique) et tous les ateliers mettant en œuvre des solvants ou nettoyants organiques: peintures de tôles, peinture automobile, peinture des bois, encres d'impression de journaux et boîtes (soda, bière…), vernis de meubles, dégraissant des métaux, enveloppes autocollantes, aux solvants organiques.
Ces produits affectent la santé (ils peuvent être cancérigènes, mutagènes ou reprotoxiques) et exacerbent la production d'ozone troposphérique (dans la basse atmosphère).
Le protocole de Göteborg et la directive sur les plafonds d'émissions nationaux visent leur diminution dans l'atmosphère.

## COV et santé

### Effets indirects
Les COV participent à des réactions photochimiques dans la basse atmosphère, causant ainsi l'augmentation de la concentration en ozone dans la troposphère, qui a un effet indirect sur la santé. La modification du cycle de Chapman due aux radicaux générés par les COV accentue la présence d'ozone dans l'atmosphère. Entre 1970 et 1990, la concentration en ozone troposphérique pour l'Europe est passée de 10 à 50 ppm (ppm : particules par million), soit une augmentation de plus de 2,4 % par année au cours des vingt dernières années. Celle-ci est fortement liée à l'asthme autant chez les jeunes que chez les personnes âgées. Certains des COV sont en outre nocifs pour les espèces animales et végétales. L'ozone a également un effet sur les arbres feuillus, les plantes, les légumes et les fruits. Le climat est également modifié par la présence des gaz à effet de serre. Une augmentation de la température globale de la terre est induite par la présence croissante d'ozone, qui absorbe dans l'infrarouge 2 000 fois plus que le dioxyde de carbone pour le rayonnement terrestre. Les COV sont également adsorbés sur différents solides (argiles et limons) ou transférés dans l'eau par aération, altérant ainsi la qualité de l'eau potable.

### Effets directs
Les COV ont un impact direct sur la santé. Plusieurs normes de la qualité de l'air ont été établies dans le passé afin de protéger les humains face aux différents polluants atmosphériques pouvant nuire à la santé. Dans ce combat, l'exposition à des vapeurs de benzène fut associée directement à la leucémie. Les effets cancérigènes du 1,3-Butadiène ont aussi été prouvés.
Il devient alors difficile de déterminer des valeurs limites pour la concentration en COV dans l'air ambiant, à cause de la complexité de la chimie entre ces molécules et des maladies contractées. Certains COV ont des effets directs sur le corps humain, comme le tétrahydrofurane qui s'attaque au foie et aux nerfs ; le trichloroéthylène nuit au cœur et est cancérigène ; les éthers de glycol à courte chaîne possèdent une toxicité spécifique à la moelle osseuse et aux testicules, étant tératogènes. L'impact des particules de poussières, du brouillard photochimique et des aérosols acides, les oxydes d'azote et de soufre, et le monoxyde de carbone, les métaux et les COV a été étudié par Bates (1995). Cependant, peu d'informations sur les effets à long terme sont disponibles jusqu'à maintenant à cause du manque de recul des études réalisées.
Certains COV sont cancérigènes. Une étude récente a confirmé ce risque à partir d'une étude épidémiologique ayant porté en Rhône-Alpes sur 37 polluants (non réglementés pour la qualité de l'air ambiant et rarement mesurés). L'étude a montré que ces polluants tendent à diminuer ; que l'exposition au formaldéhyde pourrait induire des irritations des yeux, du nez et de la gorge ; et que l'exposition à certains COV (chlorure de vinyle monomère, benzène, 1,3-butadiène, tétrachloroéthylène, acétaldéhyde, formaldéhyde et 1,2-dichloroéthane) augmente faiblement mais de manière statistiquement détectable.
Le perchloroéthylène, utilisé pour le nettoyage à sec, figure sur la liste des cancérogènes du groupe 2A du CIRC.

## Sources

### Sources anthropiques
Tous les procédés qui impliquent la manipulation et la production d'hydrocarbures à part en plein air émettent des COV. Un des principaux émetteurs est le raffinage de pétrole. Les solvants sont également producteurs de COV.
Selon l'Organisation de coopération et de développement économiques (OCDE), la provenance des COV varie selon l'industrialisation du pays et les moyens de transport utilisés. En 1985, l'Europe a rapporté que la nature des COV était selon l'ordre suivant : transport (42 %), solvants industriels (18 %), procédés chimiques (12 %), déchets de l'agriculture (10 %), solvants non-industriels (9 %), combustion (5 %) et de la chimie/pétrochimie (5 %).
Le Centre interprofessionnel technique d'études de la pollution atmosphérique (CITEPA) a noté une forte diminution des COV dans l'air entre 1988 et 2004. En effet, une baisse de 2 500 à 1 300 kt a été observée pour la France. Le secteur du transport routier a enregistré la plus forte baisse globale d'émission. Les nombreuses réglementations environnementales mises sur pied depuis le début des années 1990 jusqu'au protocole de Kyoto (1997) a amené une pensée plus verte dans les industries automobiles et manufacturières en termes de pollution par les COV (mais d'autres polluants sont en augmentation). La France respecte déjà l’objectif qui lui a été fixé par la directive (UE) 2016/2284, sur une diminution des émissions de COVNM de 43 % entre 2005 et 2020.
- Émissions de COV non méthaniques (COVNM). Depuis l'année 2000, selon les données du CITEPA concernant la France métropolitaine, le secteur résidentiel-tertiaire est passé en première position pour les émissions de COVNM.
En 2007 (mise à jour d'avril 2009), les émissions de COVNM sont dans l'ordre suivant : résidentiel/tertiaire (32 %), industrie manufacturière (31 %), transport (19 %, dont transport routier : 15 %), agriculture/sylviculture (14 %), transformation d'énergie (4 %).
En 2011 (mise à jour d'avril 2013) : résidentiel/tertiaire (38 %), industrie manufacturière (36 %), transport (17 %, dont transport routier : 12 %), agriculture/sylviculture (4 %), transformation d'énergie (5 %). Dans le secteur résidentiel, l’utilisation de solvants à usage domestique ou dans le bâtiment (peintures, colles, etc.) est la principale source de ces émissions, la combustion du bois dans les petits équipements domestiques contribue également significativement. Les installations fixes de combustion représentent 19,3 % des émissions totales de COVNM. Parmi ces installations, la combustion d’énergie fossile est un contributeur mineur (0,7 % des émissions totales) comparée à la combustion de biomasse (18,6 % des émissions totales). La biomasse est principalement consommée en France dans les inserts et les poêles[14].
- En Suisse, d'une manière similaire à la France, les chauffages au bois génèrent plus d'émissions de COV par unité d'énergie produite que les installations de combustion fonctionnant aux énergies fossiles[15].
- En 2019 (mise à jour juillet 2021) : résidentiel/tertiaire (27 %), industrie manufacturière (22 %), transports (6 %), agriculture/sylviculture (42 %), industrie énergie (2 %), déchets centralisés (1 %). L'utilisation de solvants (peintures, colles, etc.) est une source significative d’émissions anthropiques de Composés organiques volatils non méthaniques (COVNM) dans le secteur résidentiel/tertiaire ou le secteur industriel. Néanmoins, c’est la combustion du bois dans les petits équipements domestiques qui place le secteur résidentiel/tertiaire en tête des principaux secteurs émetteurs[13].

Les COV sont également une des causes de « pollution intérieure », c'est-à-dire la pollution de l'air à l'intérieur des bâtiments, lieux d'habitation, lieux publics et lieux de travail. Les sources sont alors généralement les peintures, colles et produits de traitement du bois par exemple.

### Autres sources biogéniques

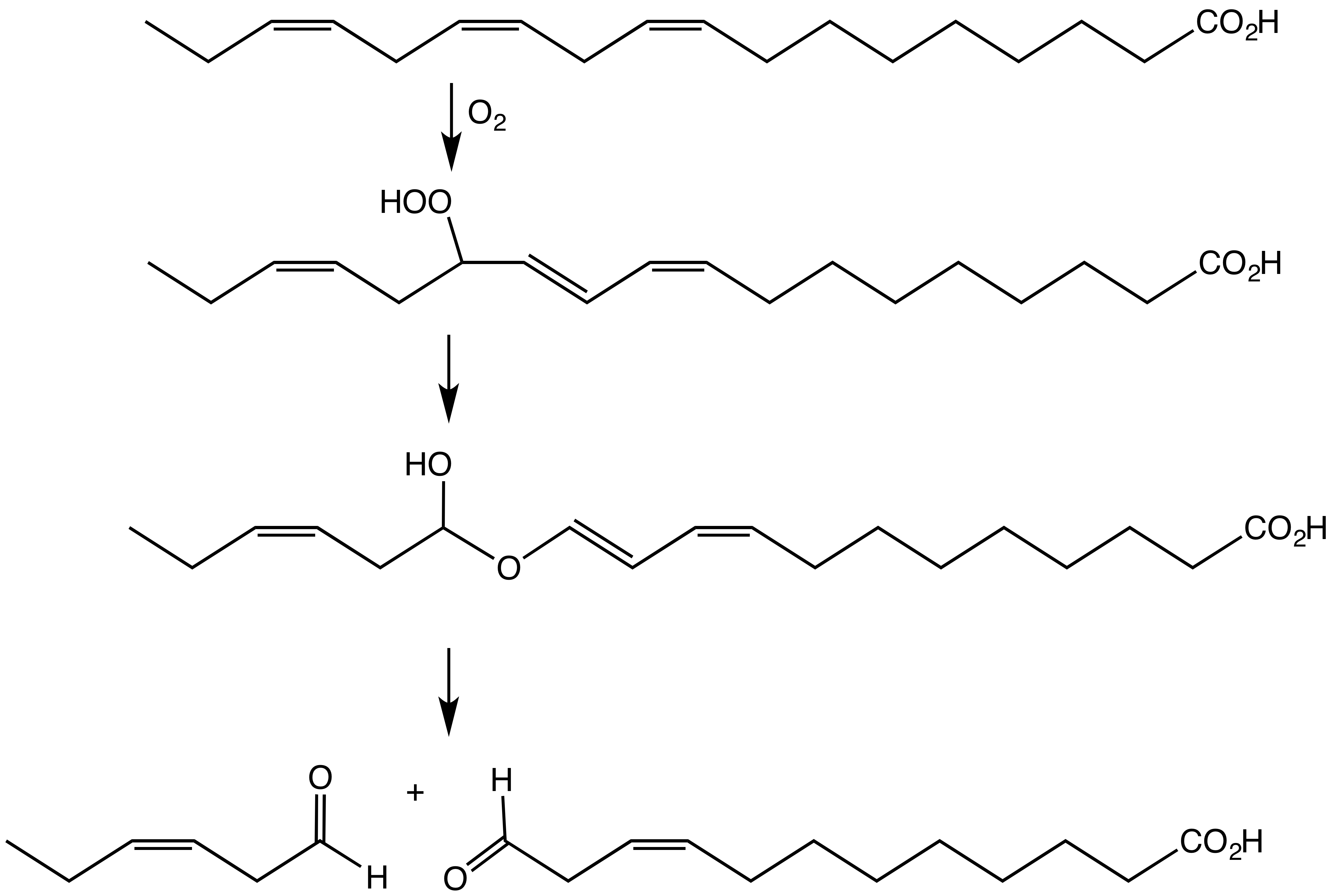
Voie de biosynthèse du cis-3-hexénal à partir de l'acide linolénique. La première étape implique la formation de l'hydroperoxyde par l'action d'une lipoxygénase. Puis une hydroperoxyde lyase induit la formation de l'hémiacétal, le précurseur de l'hexénal.

Les COV peuvent être biosynthétisés par les végétaux, au niveau de cellules spécialisées dans la sécrétion. Presque tous les organes des parties végétatives, ainsi que les fleurs, synthétisent de nombreux COV émis constitutivement (émissions tout au long du cycle de vie de la plante ou plus souvent, à des stades de développement spécifiques) ou induits par des facteurs biotiques (blessure, herbivorie) ou abiotiques (stress thermique qui met en évidence une thermotolérance (en) afin d'endurer des températures plus élevées, concentration atmosphérique en CO2, excès de luminosité via un rôle photoprotecteur en réduisant la photoinhibition et la photo-oxydation, etc.). Ces contraintes peuvent induire un changement des COV constitutifs, soit en stimulant ou en inhibant les émissions, soit en induisant une synthèse et une émission de novo des COV. Ainsi, parmi les 200 000 métabolites secondaires biosynthétisés par les plantes, plusieurs dizaines de milliers de ces substances allélochimiques (composés pour la plupart non aromatiques) ont été identifiés. Plus de 1 700 de ces composés sont identifiés parmi les bouquets floraux de COV en 2006.
Ces composés sont principalement des terpénoïdes (appelés CTV, Composés Terpéniques Volatils). Ce sont également des oxylipines issues de la dégradation oxydative d’acides gras membranaires (principalement des substances volatiles des feuilles vertes de type hexénal (en)) : ces composés traumatiques produits lorsque les cellules sont brisées ou lors d'une attaque de pathogènes, sont impliqués dans les réponses au stress (régulations de gènes, activités antimicrobiennes). Il peut également s'agir de composés aromatiques qui sont les substances les plus communes dans le parfum de fleurs (plante à parfum lorsque les cellules spécialisées sont situées soit au niveau des fleurs, plante aromatique lorsque ces cellules sont au niveau de l’appareil végétatif), de composés azotés et de composés soufrés. Parmi ces COV, les composés à six carbones, principalement des isomères d'hexénol, d'hexénal ou d'acétate d'hexényle, appelés « composés à odeur verte », sont libérés presque automatiquement après une lésion du végétal (composés traumatiques). Ces substances sémiochimiques issues du métabolisme secondaire (en) « sont généralement peu informatifs quant à la nature du stress subi par la plante. En revanche, les monoterpènes tels que le limonène, l'ocimène ou le linalool ainsi que les sesquiterpènes tels que le bergamotène, le caryophyllène et le farnésène ne sont émis qu'à partir de 24 heures après le début de l'attaque, temps nécessaire au processus complexe d'induction » par les éliciteurs.
La végétation terrestre est la source principale de COV biogéniques émis dans l'atmosphère à l'échelle globale. Les émissions par les arbres représentent environ 75 % de ces COV. D'après les estimations de Sindelarova et al. (2014), le COV émis par la végétation terrestre le plus important en quantité est l'isoprène (terpénoïde dont l'émission augmente la tolérance des plantes aux stresses biotique et abiotique,). Ce composé correspond en moyenne à plus de 90 % des émissions totales de COV d'une plante. Ses émissions globales sur terre s'élèvent entre 520 et 672 Tg de C/an.
Ils ont plusieurs fonctions physiologiques : les plantes, dans leur incapacité à se mouvoir, sont soumises dans leur environnement à une multitude de stress biotiques ou abiotiques, les COV assurant leur défense contre les herbivores (herbivore-induced plant volatiles HIPV) ou contre les micro-organismes pathogènes (phytoncides), via une protection indirecte (émission de signaux olfactifs qui attirent les prédateurs des phytophages eux-mêmes tels que les parasitoïdes, les oiseaux insectivores). Ils participent également à leur lutte contre les facteurs abiotiques (vent, stress thermique, stress hydrique, traumatismes mécaniques indirects tels que les récoltes) en régulant l'expression des gènes impliqués dans une protection directe, en inhibant ou en repoussant les agressions ou agresseurs (renforcement des parois, synthèse de toxines…),. Ils participent aussi à leur reproduction (signal d'attraction pour les pollinisateurs), et peuvent influer sur les précipitations (selon une étude d'Antonio Nobre de l'Instituto Nacional de Pesquisas da Amazônia, les COV oxydés dans l'atmosphère agissent comme nucléus pour l'humidité atmosphérique, formant des aérosols organiques secondaires),.

## Biodégradabilité
Certaines plantes d'intérieur, et les champignons et bactéries qui leur sont associées ont la capacité d'absorber plusieurs de ces polluants  à l'intérieur et qui peuvent être mauvais pour la santé.[réf. nécessaire]
L'ADEME considère que l'argument « plantes dépolluantes » n'est pas validé scientifiquement au regard des niveaux de pollution généralement rencontrés dans les habitations et des nouvelles connaissances scientifiques dans le domaine.

## Démarche analytique

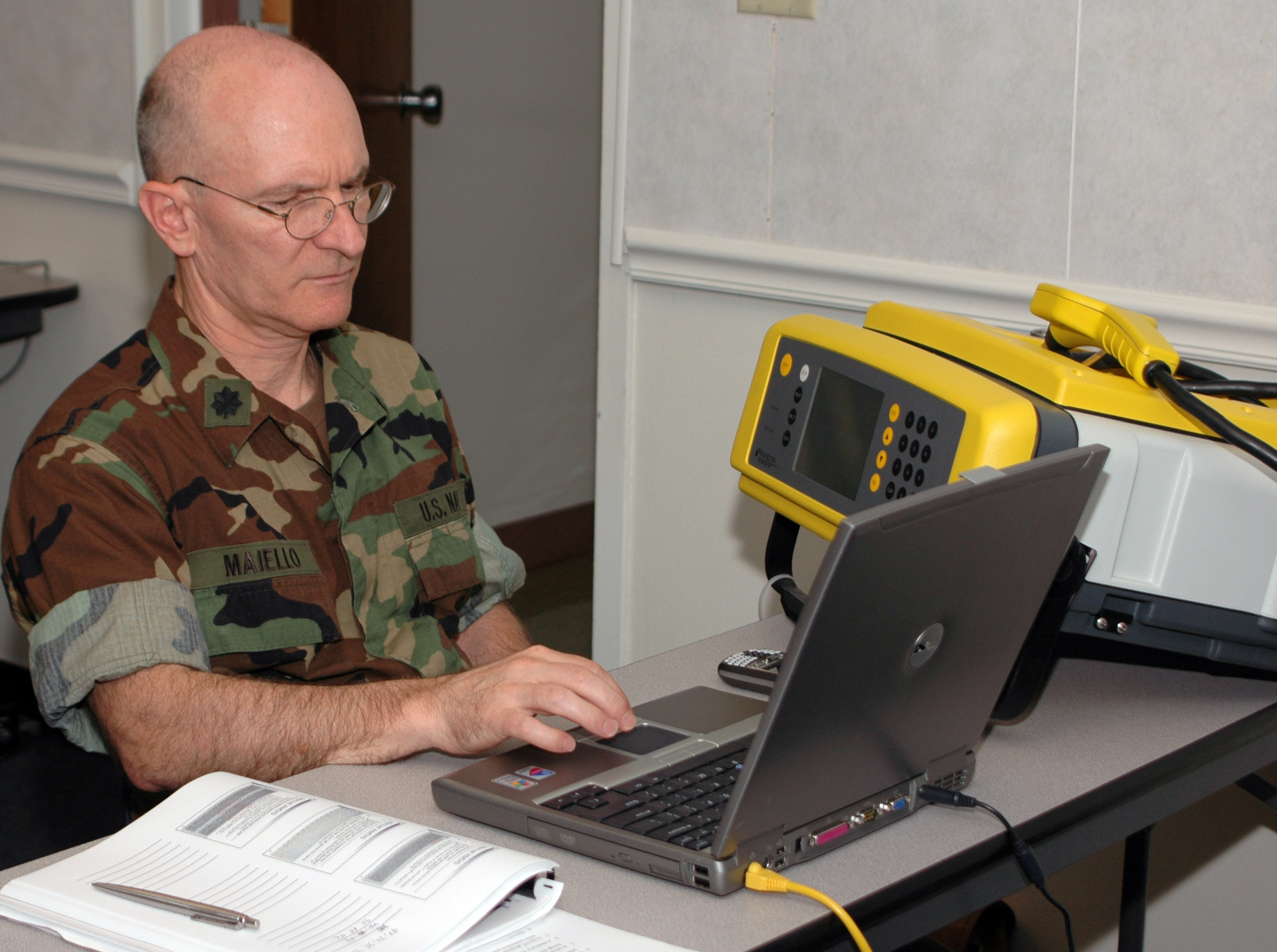
Un hygiéniste industriel, attaché à une Unité de médecine dite (FDPMU-7 : Forward Deployed Preventive Medicine Unit Seven) prépare une formation à l'utilisation d'un matériel de détection de COV dans les sols, l'eau ou l'air afin d'y détecter d'éventuels toxiques chimiques, radiologiques ou agents biologiques. Norfolk, Virginie (24 juin 2006).

### Prélèvement

#### Lieu de prélèvement
Le prélèvement de l'échantillon à analyser s'avère être différent selon le lieu, le mode, la durée, la fréquence et les conditions atmosphériques et climatiques. Toutes ces conditions auront une influence sur la fiabilité des résultats. Il faut donc prendre conscience de ces effets sur l'échantillon pris.
Le prélèvement à l'émission possède deux critères importants, soit la température et le taux d'humidité présent dans l'air. Puis, les paramètres physiques du lieu et de l'espace secondent, car l'accumulation sur une longue durée peut s'effectuer. Il est également possible de comparer deux sources d'émission du point de vue cinétique. Certains appareils d'échantillonnage tiennent compte du débit, de la température et de l'humidité, et sont enregistrées. Un prélèvement dans l'environnement est généralement plus faible qu'à l'émission et nécessite une étape de concentration importante afin de réduire le volume total. Cependant, une distinction s'avère entre l'environnement urbain et rural. Les paramètres de mesure sont différents (largeur des artères principales, emplacement des espaces verts et grandeurs, quantité de radiation solaire, etc.). Les COV contenus dans le milieu urbain représentent les activités anthropiques, le transport et les rejets industriels. Les polluants retrouvés dans le milieu rural sont plus de nature agricole, tels que les pesticides, l'atrazine ou les composés agissant sur les végétaux, SO2 et O3. Lors de prélèvement en milieu intérieur, il est important de tenir compte de l'hétérogénéité du milieu pouvant être expliqué par la formation de gradients verticaux. La concentration en COV dépend de l'activité des espaces fermés, mais également du débit de renouvellement de l'air. Il faut donc s'assurer que les valeurs limites d'exposition ne sont pas dépassées.

#### Types de prélèvement
Différents types de prélèvement existent de nos jours afin de diminuer les erreurs d'échantillonnage, mais également l'introduction d'impuretés. On distingue deux modes de prélèvement : avec ou sans concentration.
Le prélèvement sans concentration peut se faire de différentes façons.
Des sacs plastiques faits de polymère fluoré (ex. : Teflon), de Mylar ou de polyéthylène, possèdent une légèreté, une résistance et une étanchéité nécessaires à l'échantillonnage. Le sac est mis en dépression dans un caisson métallique, puis l'air est aspiré dans ce dernier. Il est réutilisable après lavage à l'air et en vérifiant l'absence de résidu. Un blanc d'analyse confirme un bon lavage. Ce mode nécessite l'apport d'un sac témoin, rempli d'air pur venant du laboratoire et suit le même trajet afin de déceler la contamination possible que le sac échantillonneur subit. Des ampoules de verre peuvent également être utilisées. Elles possèdent un volume entre 250 ml et 3 l, mais sont limitées dans leur domaine d'application par leur fragilité. Le remplissage s'effectue soit par circulation des gaz à l'intérieur, soit par aspiration à l'aide d'une pompe en aval ou par dépression, et la fermeture des deux robinets au même moment piège les gaz. Une purge de plus de dix fois le volume de l'ampoule est nécessaire. Des contenants métalliques, en acier inoxydable à la paroi interne polie et ayant subi une désactivation électrostatique afin de la rendre inerte, permettent l'accumulation de gros volumes (1 L à quelques dizaines) à de hautes pressions. Le conditionnement s'effectue en mettant sous vide le contenant, et l'introduction d'air pur et la mise sous vide en plusieurs cycles permettent son nettoyage.
Le prélèvement avec concentration s'effectue par absorption des gaz dans un liquide ou par adsorption des gaz sur une phase solide. Cependant, ces modes nécessitent une connaissance de la capacité de piégeage des COV par la solution ou par l'absorbat, et ce, à une température donnée et un débit contrôlé.
L'absorption des COV se fait par barbotage de l'échantillon gazeux dans une solution absorbante ayant une affinité pour ces composés. Il est également possible que ceux-ci précipitent. Le temps de contact pour l'absorption et la capacité d'évaporation du solvant sont les principaux facteurs d'une bonne absorption. Un des avantages de cette technique est la multiplication des analyses pour un même échantillon afin d'obtenir des résultats valides. Il est possible d'appréhender les COV selon leur famille en jouant avec l'affinité du solvant et un volume important de gaz peut être géré à fort débit. Cependant, la contamination lors de la préparation et la présence d'aérosols en solution rendant l'échantillon prélevé non représentatif sont deux inconvénients de la technique par absorption. Des exemples d'absorbants sont le bisulfite de sodium (NaHSO3) 4 %, l'acide chlorhydrique 0,1 N et la dinitrophénylhydrazine (DNPH).
La capacité d'adsorption est fonction des pores d'adsorbant. Il en existe une grande diversité, telle que les cartouches qui nécessitent une préparation et un conditionnement préalable. Également, le charbon actif, étant un dérivé de la carbonisation et de l'activation de la noix de coco, possède une grande surface spécifique. Il est surtout utilisé pour les composés polaires et il adsorbe l'eau. La désorption de ce dernier est alors difficile, surtout si l'humidité dépasse 50 %. Le carbone noir graphitisé (Carbopack) ne retient pas les composés de faible masse molaire (tels que l'eau, le méthane, le monoxyde et le dioxyde de carbone) et la température de désorption efficace est aux alentours de 400 °C. Les tamis moléculaires (Carbosieve) peuvent également être utilisé pour les petites molécules, de un à quatre atomes de carbone. D'autres types d'adsorbant composés de polymères sont également sur le marché, comme les trappes Tenax TA, et sont utilisés pour isoler les composés sensibles à l'hydrolyse. L'utilisation de plus d'un adsorbant peut être effectuée pour permettre la séparation des composés et de leur matrice. Ces exemples d'adsorbants sont qualifiés de dynamiques, car une pression doit être exercée à l'un des embouts pour faire pénétrer l'échantillon. L'adsorption statique est un second type. Un bon exemple est la microextraction sur phase solide (SPME, de l'anglais solid-phase micro-extraction). Il suffit de placer la fibre de silice du bout d'une aiguille dans l'échantillon et un équilibre se crée entre la phase gazeuse et la fibre de silice. L'aiguille est alors injectée dans un chromatographe en phase gazeuse et les limites de détection sont de l'ordre des particules par trillion (ppt).

#### Perturbateurs / Interférents
Plusieurs composés présents dans l'air peuvent venir influencer la qualité de l'extraction et d'isolation des COV et avoir un effet sur l'analyse effectuée par la suite. La présence de particules et de poussières adsorbe les COV et change ainsi leurs propriétés physico-chimiques. L'eau est également un interférent, car sa condensation entraîne les produits polaires. D'autres facteurs comme la température (rayon infrarouge), l'ensoleillement (rayon ultraviolet) et les oxydants atmosphériques tels que l'ozone (O3), les nitrites (NO2) et les radicaux hydroxyle (OH•) ont un effet sur l'absorption et l'adsorption des COV.

### Récupération et conservation

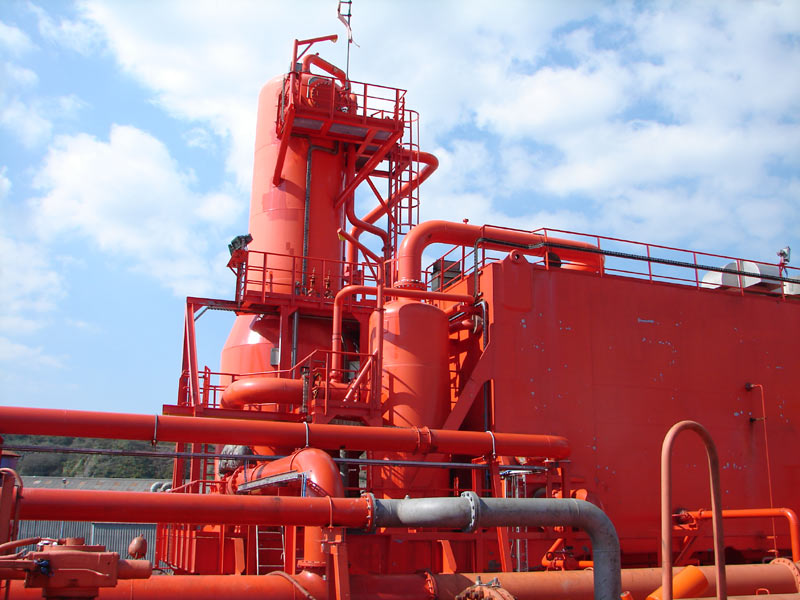
Système de récupération des gaz (COV, Composé Organique Volatil) sur le pétrolier Juanita. Les gaz qui autrefois s'échappaient des cuves (jusqu'à 100 t par voyage) sont reliquéfiés, limitant ainsi la pollution et les pertes (avril 2006).

Trois techniques de récupération des composés peuvent être exécutées : extraction par solvant (extracteur de Soxhlet), fluide supercritique (en amenant l'échantillon à son état supercritique, entre la phase liquide et la phase gazeuse) ou par désorption thermique des cartouches ou de l'adsorbant utilisé. Des recherches visant à utiliser un filtrage par du carbone sont également menées.
La conservation d'échantillon de COV peut être effectuée pour quelques jours sous des conditions normales. Cependant, elle ne peut dépasser plus de trois semaines. L'échantillon doit être tenu loin de la lumière et être réfrigéré.

### Méthodes analytiques
La séparation des composés peut s'effectuer à l'aide des différentes méthodes chromatographiques disponibles sur le marché de nos jours. La chromatographie en phase liquide à haute performance (HPLC) est utilisée lorsque l'échantillon gazeux est solvaté dans un liquide. Des détecteurs universels peuvent être utilisés comme l'absorption ultraviolet-visible, la spectroscopie infrarouge à transformée de Fourier (IRTF) ou la réfractométrie différentielle, qui offre une limite de détection de 1 ng. D'autre part, la fluorimétrie, l'électrochimie, la radioactivité et la conductimétrie servent à la détection plus spécifique de certains composés, dépendamment des propriétés de chacun face aux différents détecteurs offerts.
La chromatographie en phase gazeuse (GC) sert à séparer les composés présents dans l'échantillon et ils peuvent être détectés par conductivité thermique (DCT), comparaison entre la conductivité du gaz vecteur et le gaz en question, offrant des limites de détection de 1 à 10 ng. Un second mode de détection universel est l'ionisation à la flamme (FID) offrant une limite de détection de 2 à 4 pg. Le détecteur à photo-ionisation (PID) est lui-aussi très répandu, permet une limite de détection semblable au FID et permet de s'affranchir de l'usage de dihydrogène. Les détecteurs à capture d'électrons (DCE) pour les halogénés, ou thermoionique pour l'azote et le phosphore (DNP), peuvent être couplés à la GC pour une détection plus spécifique des composés.
Le couplage de la spectrométrie de masse (MS) à la HPLC ou à la GC permet une identification structurale des composés, surtout si utilisé en mode MS/MS. La résonance magnétique nucléaire (RMN) reste limitée et pas très étudiée en recherche, mais pourrait être une technique d'identification structurale.

### Mesure en continu
Plusieurs pays dont la France possèdent des analyseurs en mesure continu afin de mesurer l'émission de COV hebdomadairement. Ceux-ci sont munis d'un détecteur à ionisation de flamme (FID). Deux types sont principalement utilisés, soit l'analyseur d'hydrocarbure totaux (HCT) et l'analyseur d'hydrocarbures totaux non-méthaniques (HCT/HCTNM). Le second permet de donner des mesures d'hydrocarbures totaux, de méthane et d'hydrocarbures totaux non-méthaniques en alternance (ou simultanément par soustraction pour les appareils munis de deux détecteurs). Il possède un four catalytique (faisant la combustion des hydrocarbures autres que le méthane) ou un adsorbant (tel que le charbon actif) permettant la séparation.
Par ailleurs, il existe une technique reposant sur l'analyse par µGC/MS (micro-chromatographie en phase gazeuse couplée à la spectrométrie de masse). Cette technique permet d'assurer une analyse en semi-continu (toutes les deux minutes) et permet surtout l’identification et quantification en temps réel de tout COV dont la concentration est supérieure à 1 ppm. Cette technique est très pertinente pour le suivi des processus ou des rejets atmosphériques dont la composition peut évoluer dans le temps.

### Métrologie appliquée à la mesure des COV
Afin de rendre différentes mesures de COV comparables, des mélanges de référence traçables aux unités SI sont requis. Pour un certain nombre de COV, des mélanges de gaz de référence sont proposés par les fournisseurs de gaz spéciaux ou les instituts nationaux de métrologie, sous la forme de cylindres pressurisés ou de dispositifs de génération dynamique. Cependant pour bien des COV comme les COV oxygénés, les monoterpènes ou encore le formaldéhyde, aucun standard n’existe à une fraction molaire appropriée pour les mesures atmosphériques, ceci en raison de la réactivité chimique ou de l’adsorption de ces molécules sur les surfaces à basse concentration. Actuellement[Quand ?], plusieurs instituts nationaux de métrologie travaillent au développement de nouveaux mélanges gazeux de référence à des concentrations trace, en minimisant les processus d’adsoption et en améliorant la pureté du gaz matrice. L’objectif final est la traçabilité et la stabilité sur le long terme de ces standards, afin d’atteindre les objectifs de qualité de mesures (Data Quality Objectives, incertitude maximum de 20 % dans ce cas) requis par le programme WMO/GAW.

## Traitement industriel de l'air chargé en COV
De nombreuses industries utilisent des solvants : peinture automobile, électroménager, dégraissage des métaux après découpe, impression (journaux, boites, canettes...) nettoyage à sec, etc. L'air de ventilation se charge en COV qu'il convient de récupérer avant de rejeter l'air à l'atmosphère. On utilise des colonnes de charbon actif qui fixent les COV. Le charbon est régénéré sur place par injection dans la colonne : soit d'air chaud (150 °C) dans lequel se concentrent les COV en sortie de colonne ; le flux résultant est alors incinéré (brûleur, cheminée), soit de vapeur d'eau sèche surchauffée qui désorbe le COV à la fois par élévation de température et par déplacement ; le flux résultant est refroidi, la vapeur d'eau se condense ainsi que le COV. Ils sont séparés par décantation et le COV est recyclé (le COV ne doit pas être miscible à l'eau). Un exemple typique est le recyclage du toluène dans les imprimeries. Pour l'industrie automobile (lignes de peinture), un procédé spécifique est utilisé : la roue d'adsorption. Les effluents sont incinérés.
Des procédés spécifiques existent pour la capture des vapeurs d'essence des réservoirs d'automobiles (à essence) : les canisters, ainsi que pour la capture des dioxines dans les fumées des usines d'incinération d'ordures ménagères (charbon en poudre pulvérisé, stocké ensuite en décharge contrôlée).

## De nos jours
Le Canada et les États-Unis ont signé un accord en 1995 afin de diminuer le transport transfrontalier de l'ozone troposphérique, visant particulièrement les émissions de COV et d'oxyde d'azote. Les secteurs principalement touchés sont le sud de l'Ontario et du Québec, ainsi que la côte est américaine. Un rapport sur l'évolution de ce projet est émis chaque année. Le rapport de 2006 montre que la concentration (en ppb de carbone) a passé de 102 à 57 ppb de C pour le Canada entre 1997 et 2004, et de 65 à 37 ppb de C pour les États-Unis dans le même intervalle de temps. Ces mesures sont des moyennes annuelles prises à moins de 500 km de la frontière.
Environnement Canada et Environnement Québec suivent de près l'évolution des composés organiques volatils dans l'air. Ils sont tous deux munis d'unités mobiles mesurant le taux de COV.
À Montréal, le Réseau de surveillance sur la qualité de l'air (RSQA) possède seize stations mesurant chacune différents paramètres de la qualité de l'air, dont six stations mesurent les COV. Les taux sont affichés quotidiennement sur leur site Internet.